# 上沢直之
上沢 直之（うわさわ なおゆき、1994年2月6日 - ）は、千葉県松戸市出身のプロ野球選手（投手）。右投右打。福岡ソフトバンクホークス所属。

## 経歴

### プロ入り前
幼少期はサッカーに興じていた。松戸市立第一中学校に入学すると野球部に入部したが、それほど強いチームではなく、全国的にも無名な選手だった。
専大松戸高校進学後は1年からベンチ入りを果たし、エースとなった2年春の千葉県大会では2回戦で春の選抜に出場した東海大望洋と激突。先発した上沢は7回12奪三振の好投、打線も爆発してコールド勝ちを収め、その後チームはベスト8に進出し、投打ともに総合力が高い専大松戸ナインに注目が集まるようになった。2年夏は甲子園出場こそ逃すも県ベスト4入り、2年秋の千葉県大会でもベスト4に入った。3年春の千葉県大会で準優勝し、同校12年ぶりとなる関東大会に出場。過去は2度とも初戦敗退だったが、初戦の前橋商業戦に先発し、9回3安打8奪三振1失点の完投で同校に大会初勝利をもたらした。3年夏は千葉県大会2回戦の千葉明徳戦で鈴木康平と投げ合い、16奪三振を記録するも大会規定により延長11回で引き分けとなる。翌日の再試合ではリードした6回途中から登板し、無失点に抑え5-2で勝利した。しかし、4回戦の東京学館浦安戦に先発するも6回3失点で敗戦投手となり、甲子園出場は果たせなかった。
2011年10月27日のドラフト会議で北海道日本ハムファイターズから6位指名を受けた。

### 日本ハム時代
2011年11月9日に契約金2000万円・年俸480万円（金額は共に推定）で日本ハムと仮契約し、12月3日には新入団発表が行われた。背番号は63。担当スカウトは今成泰章。

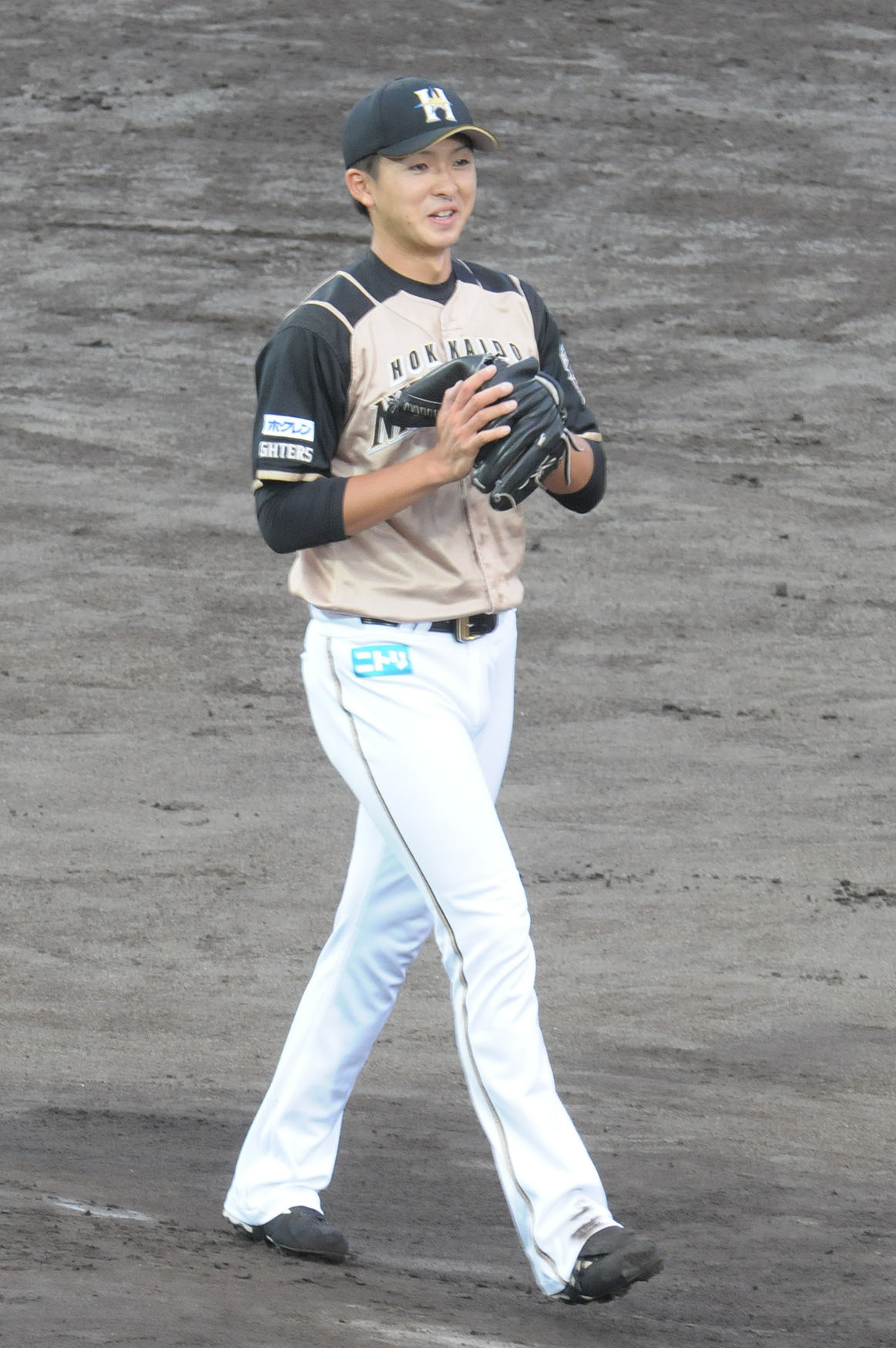
2013年7月18日、こまちスタジアムにて

2012年のルーキーイヤーは体作りに専念し、イースタン・リーグでは10試合に登板。27回2/3を投げ、0勝4敗・防御率5.20を記録した。
2013年はフレッシュオールスターに選出され、予告先発の森雄大（楽天）に続く2番手での登板を予定していたが、森が腰を痛めて登板を回避したことを受け、急遽先発に抜擢。ウエスタン・リーグ選抜打線を2回無安打2奪三振無失点に抑え、優秀選手賞を獲得した。この年も一軍登板は無かったが、イースタン・リーグでは18試合に登板。107回1/3を投げ、4勝8敗・防御率4.95を記録した。
2014年は初めて春季キャンプを一軍で迎え、2月6日に実戦皮切りの紅白戦に先発起用されると、オープン戦も含めて快投を続け、開幕から先発ローテーション入りした。公式戦開幕4試合目である4月2日の福岡ソフトバンクホークス戦でプロ初登板・初先発を果たし、6回3安打7奪三振1失点の好投でプロ初勝利を挙げた。日本ハム所属の投手による一軍公式戦初登板初勝利は斎藤佑樹（2011年）以来、高卒投手に限れば中村勝（2010年）以来であった。4月9日の東北楽天ゴールデンイーグルス戦では6回途中2失点で本拠地初勝利となる2勝目を挙げると、同16日のオリックス・バファローズ戦では7回3失点で3勝目。日本人投手としては東映フライヤーズ時代の1962年に尾崎行雄が達成して以来チーム52年ぶりの「一軍デビューから3戦3勝」を記録した。6月以降は勝ち星に見放される試合が多かったが、9月15日のオリックス戦では9回3安打2四球6奪三振無失点、127球の熱投でプロ初完投・初完封勝利を挙げた。この年は先発ローテーションに定着し、規定投球回到達こそ逃したが、23試合（22先発）の登板で8勝8敗・防御率3.19と好成績を収め、CSではファーストステージ第2戦とファイナルステージ第6戦に先発した。シーズン終了後の11月、第1回21U野球ワールドカップの日本代表に選出され、同大会では2試合の先発で計12回9安打21奪三振1失点と好投し、先発投手として大会ベストナインに選出された。契約更改では1800万円増となる推定年俸2300万円でサインをした。
2015年は春季キャンプ中の実戦からオープン戦序盤は苦しみ、チーム戦略もあって開幕7戦目のオリックス戦でシーズン初登板初先発。9回2安打1失点の完投勝利でシーズンをスタートしたが、その後は不安定な投球が続き、3度の登録抹消を経験。7月28日のオリックス戦に先発し、翌29日に4度目の登録抹消となって以降は右肘の違和感もあり、再び一軍に昇格することができずにシーズンを終えた。この年は13試合の先発で5勝6敗・防御率4.18と成績を落としたが、契約更改では球団から「成績は下がったけど、高卒4年目にしては順調に来ている」と評価され、100万円増となる推定年俸2400万円でサインをした。
2016年は3月23日に右肘関節滑膜ヒダ切除術を受け、6月の実戦復帰を目指したが、再びマウンドに上がれたのは8月。3年ぶりに一軍登板ゼロに終わり、契約更改では減額制限（1億円以下は25%）を超える58％ダウン、1400万円減の推定年俸1000万円でサインをした。
2017年は4月7日に620日ぶりとなる一軍復帰を果たし、同日のオリックス戦に先発したが、6回4失点（自責点3）で敗戦投手となった。復帰2戦目となった4月21日の埼玉西武ライオンズ戦では4回途中6安打6四死球6失点と自滅し、その後二軍調整を経て、シーズン4試合目の先発登板となった7月2日の千葉ロッテマリーンズ戦で6回4安打無失点と好投し、726日ぶりの白星を挙げた。後半戦は先発ローテーションに定着したが、好投しても援護に恵まれない試合が多く、この年は15試合の先発で防御率3.44ながら4勝9敗と大きく負け越した。シーズンオフとなる11月23日、翌年から背番号を15に変更することが発表された。12月4日には1400万円増となる推定年俸2400万円で契約を更改。同14日には結婚を発表した。
2018年は右肘の故障から2年以上試行錯誤を続けてようやく自分に合う投球フォームに辿り着き、また持ち球にナックルカーブを加えたことで飛躍を遂げる。開幕ローテーション入りを果たし、5月16日の西武戦で自身4年ぶりとなる完封勝利を挙げ、同23日のロッテ戦では8回を無失点に抑えると、降雨コールドにより2試合連続となる完封勝利が記録された。6月26日のソフトバンク戦ではこの年3度目の完封勝利を無四球で飾るなど、7勝・防御率2.04と抜群の安定感を発揮し、自身初となるオールスターゲームに選出された。この年は25試合に先発して11勝6敗、4完投（パ・リーグ2位タイ）、3完封（同1位）、165回1/3（同3位）、防御率3.16（同3位）を記録。年間を通して先発ローテーションを守り、周囲からもエースとして認められる1年となった。シーズン終了後には侍ジャパンのメンバーにも選ばれ、先発投手として5回6安打1失点と好投した。契約更改では4600万円増となる推定年俸7000万円でサインをした。
2019年はアリゾナ春季キャンプ最終日となった2月12日に栗山英樹監督から自身初となる開幕投手に指名された。3月29日のオリックスとの開幕戦に先発し、6回3失点で勝敗はつかなかった。その後も先発ローテーションを守っていたが、交流戦の6月18日の対横浜DeNAベイスターズ戦でネフタリ・ソトの打球を左膝に受け、左膝蓋骨を骨折。翌19日に整復固定術を受け、全治5か月の見通しとなりシーズン中の復帰は絶望となった。11試合の先発で5勝3敗・防御率3.15という成績にとどまったが、契約更改では防ぎようのない怪我であったことを考慮され、1000万円減となる推定年俸6000万円プラス出来高という条件でサインをした。
2020年はCOVID-19の影響で当初の開幕予定だった3月20日から6月19日に開幕が延期され、骨折のリハビリに取り組んでいた上沢も開幕に間に合い、6月30日のソフトバンク戦で復帰登板を果たし、7月28日のオリックス戦では自身413日ぶりとなる白星を挙げた。9月1日の楽天戦では自身798日ぶりとなる完投勝利も挙げ、この年は膝の骨折から復帰し、15試合の先発で8勝6敗・防御率3.06を記録した。オフに2500万円増となる推定年俸8500万円で契約を更改した。
2021年は開幕投手を務めたが、開幕3戦で防御率6.23と白星から遠ざかった。しかし、4月17日の楽天戦で8年ぶりのNPBでの登板だった田中将大と投げ合い、田中のNPBでの連勝記録を28で止め、シーズン初勝利を挙げると、11試合連続でQSを記録するなど安定したピッチングを続け、2018年以来となるオールスターゲームに選出された。シーズン終盤は疲労を考慮され登板間隔を空けることが多かったものの、年間を通してエースの働きを見せ、シーズンおよび栗山監督の本拠地最終戦となった10月27日の西武戦では志願して先発マウンドに上がり、7回2/3を無失点に抑える力投。交代の際には栗山監督が10年目で初めて直々にマウンドを訪れ、上沢自身に勝敗は付かなかったがチームはサヨナラ勝ちを収めた。この年は24試合に先発し、12勝・160回1/3・防御率2.81は全てパ・リーグ3位という好成績を残した。オフに6500万円増となる推定年俸1億5000万円で契約を更改した。
2022年の開幕カードは新監督のBIGBOSSの方針により、投手野手ともに若手への経験および戦力の見極めが行われ、上沢は開幕2カード目の初戦（本拠地開幕戦）でシーズン初登板初先発も8回4失点で敗戦投手。以降はBIGBOSSの発案で自身初の中4日での先発登板やパーフェクトピッチングを続ける佐々木朗希との投げ合いでは好投したものの、打ち込まれる試合も少なくなく、4月終了時点で0勝4敗、リーグワーストの防御率4.91と苦しんだ。ただ、5月7日の西武戦で7回2失点と好投し、シーズン初勝利を挙げると、「1つ勝ってフォーム的、メカニック的なことが上手くいった感じがあった」と本人が語ったように、その後は復調を見せ、同27日の読売ジャイアンツ戦では9回2失点（自責点0）の好投でシーズン初の完投勝利。5月は4先発で4勝・防御率0.58と好成績を残し、自身初の月間MVPを受賞した。7月16日の西武戦の7回表、一死二塁の場面でジャンセンの打球を右足つま先に受けながらも続投し、7回1/3を無失点に抑えてシーズン5勝目を挙げたが、翌17日に登録抹消。精密検査の結果、右第3趾基節骨骨折と診断され、7月19日に骨接合術を受けた。8月14日の二軍戦で実戦復帰し、同20日のソフトバンク戦で一軍復帰となったものの、5回途中8失点で敗戦投手となり、続く8月30日の西武戦では3失点完投負け。その後は2戦2勝を記録したが、9月20日のソフトバンク戦でも3失点完投負け。続く同28日のロッテ戦は自身のシーズン最終登板かつチームの札幌ドーム最終戦であったが、4回6失点で敗戦投手となった。この年は骨折による離脱がありながら、2年連続となる規定投球回に到達するも、リーグ全体の投高打低もあって防御率3.38はリーグワースト。23試合の先発登板で8勝9敗という成績にとどまった。オフに「ドライブライン」と契約し、シアトルのトレーニング施設で動作解析を行うため、12月7日に渡米した。また、契約更改では2000万円増となる推定年俸1億7000万円でサインしたと共に、2023年オフにポスティングシステムを利用したMLB挑戦を直訴した。
2023年も開幕ローテーション入りしたものの、投球フォームに試行錯誤しており、開幕から調子が上がらず、4月15日の西武戦では2者連続の押し出し四球を含む、6回途中9失点の大乱調で「記憶がある中で、一番状態が良くないかもしれない。こんなにうまくいかないことはあまりない」と本人も落胆の色を隠せなかった。ただ、投球フォームの修正に加え、投球データの見直しも行い、徐々に本来の投球を取り戻していき、5月17日の西武戦では7回に打球が直撃しながらも続投し、9回120球4安打2四球9奪三振無失点の熱投。自身5度目（2018年6月26日以来）となる完封勝利を挙げた。4月22日の楽天戦以降は11試合連続で7イニング以上を投げ、7月4日終了時点で13試合に先発して6勝5敗・防御率3.03を記録。翌5日に監督推薦で自身3度目となるオールスターに選出され、球宴第2戦に2番手として登板し、1イニングを三者凡退に抑えた。球宴前の7月16日に出場選手登録を抹消されており、同28日のオリックス戦（球宴から中7日）で後半戦初先発となり、8回無失点の好投でシーズン7勝目を挙げた。8月18日のオリックス戦でも9回1失点と好投しながら勝敗は付かず、7勝目を挙げて以降は白星から遠ざかっていたが、9月1日のオリックス戦ではMLB6球団・計10人のスカウトが視察に訪れた中、9回3安打2四死球7奪三振無失点という内容でシーズン2度目の完封勝利を挙げた。続く同8日の西武戦の7回表に「肩が急に上がりづらくなりました」と異変が生じたこともあり、翌日から2週間のリフレッシュ期間があったものの、この年は24試合の先発登板で9勝9敗、防御率2.96、リーグ最多の170回とエースとしての責務を全うした。オフの11月28日にMLB挑戦を目指したポスティングシステム申請が行われた。

### レイズ時代
2024年1月11日にタンパベイ・レイズとマイナー契約を締結した。契約金2万5000ドル、年俸22万5000ドルで、メジャー契約に切り替わった場合は、年俸が250万ドルとなる契約となった。2月から始まるスプリングトレーニングには招待選手として参加することになった。レイズとの契約を選んだ理由について、「投手育成の成功と豊かな歴史にとても引かれた」と述べ、複数球団からのメジャー契約のオファーを断ったと報じられている。オープン戦では4試合に登板し、0勝1敗、防御率13.03と結果を残せなかった。開幕でのメジャー入りを逃したが、上沢はAAA級への合流を選ばず、オプトアウト（契約破棄条項）を行使して他球団との契約を模索することになった。

### レッドソックス時代
3月27日にボストン・レッドソックスに金銭トレードで移籍し、翌28日には40人ロースター入りしたが、開幕ロースターには入れなかった。開幕はAAA級のウースター・レッドソックスで迎えた。AAA級のウースターでは3試合に先発し、2勝1敗、防御率4.80を記録。4月28日にメジャー昇格が発表された。背番号は39。メジャー初登板となった5月2日のサンフランシスコ・ジャイアンツ戦では2回を無安打無失点、翌3日のミネソタ・ツインズ戦は2回2安打1失点と、2試合投げて防御率2.25を記録していたが、5月8日に故障者リストから復帰するニック・ピベッタと入れ替えでマイナーへ降格した。AAA級のウースターでは13試合に登板し、3勝3敗、防御率6.54の成績を残していたが、7月2日の登板を最後に出場機会を与えられず、トレイ・ウィンゲンターのメジャー昇格に伴って9日に40人ロースターから外された。オフの11月1日にFAとなった。帰国後は日本ハムの球団施設などで練習を続けていた。

### ソフトバンク時代
2024年12月18日、福岡ソフトバンクホークスと契約したことが発表された。契約期間は4年、背番号は10。
NPBで国内FA権を新規取得したことがないままポスティング制度でMLB球団へ移籍し、古巣球団以外でNPB復帰を果たしたのは岩村明憲・井川慶・西岡剛・松坂大輔・有原航平に次いで史上6人目である。
この移籍を巡っては、制度上の違反や問題が無かったにも関わらず、古巣球団のファンを中心にSNS上で批判や誹謗中傷の声が噴出する事態となった。。2025年1月20日に開催された監督会議では、誹謗中傷の扇動になりかねない新庄監督の発言が疑問視され、2月20日のNPBと日本プロ野球選手会との事務折衝にて、同会・森忠仁事務局長は「影響力のある球界関係者の発言によって誹謗中傷に繋がっている。制度上違反して戻ってきているわけじゃないので、球界としてそのような発言はやめましょう」と要望した。

## 選手としての特徴
投球フォームはオーバースロー。最速152km/hのストレート、スライダー、カットボール、カーブ、フォーク、チェンジアップ、ツーシームと多彩な球種を操り、打者に的を絞らせない投球スタイルが特徴。球数が100球を超えても、1回と9回のピッチングに大きな変化が見られず、ブルペンが疲弊していれば、自身が中5日の先発登板であっても志願して完投するなど、スキル面でも精神面でも完投能力の高い先発投手。ストレートの回転数がかなり多く、平均2,600rpm台（NPB平均2,200rpm台）・最高2,800rpm超を記録した。
長身の速球派右腕投手であることから、入団当時、日本ハムに在籍していた先輩投手ダルビッシュ有にちなんで「松戸のダルビッシュ」と呼ばれた。
今浪隆博は「プロ入り当初は球速こそ速かったがスタミナが課題だった」「今（2022年シーズン終了時点）はプロ入り当初より球速自体は下がっているが、質の良い直球を維持しながら変化球や制球を向上させている」という趣旨の評価を下している。
オリックスに相性が良く、2017年までは6勝7敗と負け越していたが、2018年以降は負けが無く、2022年まで11連勝を記録しており、この間、自身が先発し、勝敗が付かなかった試合は2試合あるが、いずれの試合も最終的には勝利し、13連勝している。初完投・初完封勝利もオリックスが相手である。

## 人物
愛称は「うわっち」、「ナオ」。
優しく明るい性格の持ち主で、日本ハム時代は後輩の大谷翔平らに懐かれ、初めて取材する記者は「上沢選手はいい人だよね」と口を揃えていたという。

## 詳細情報

### 年度別投手成績
| 年 度    | 球 団    | 登 板 | 先 発 | 完 投 | 完 封 | 無 四 球 | 勝 利 | 敗 戦 | セ 丨 ブ | ホ 丨 ル ド | 勝 率 | 打 者 | 投 球 回 | 被 安 打 | 被 本 塁 打 | 与 四 球 | 敬 遠 | 与 死 球 | 奪 三 振 | 暴 投 | ボ 丨 ク | 失 点 | 自 責 点 | 防 御 率 | W H I P |
| -------- | -------- | ----- | ----- | ----- | ----- | -------- | ----- | ----- | -------- | ----------- | ----- | ----- | -------- | -------- | ----------- | -------- | ----- | -------- | -------- | ----- | -------- | ----- | -------- | -------- | ------- |
| 2014     | 日本ハム | 23    | 22    | 2     | 1     | 0        | 8     | 8     | 0        | 1           | .500  | 559   | 135.1    | 113      | 14          | 45       | 0     | 7        | 105      | 2     | 2        | 49    | 48       | 3.19     | 1.17    |
| 2015     | 日本ハム | 13    | 13    | 1     | 0     | 0        | 5     | 6     | 0        | 0           | .455  | 335   | 75.1     | 75       | 6           | 30       | 0     | 5        | 43       | 1     | 1        | 41    | 35       | 4.18     | 1.39    |
| 2017     | 日本ハム | 15    | 15    | 0     | 0     | 0        | 4     | 9     | 0        | 0           | .308  | 388   | 91.2     | 84       | 11          | 32       | 1     | 2        | 74       | 2     | 1        | 39    | 35       | 3.44     | 1.27    |
| 2018     | 日本ハム | 25    | 25    | 4     | 3     | 1        | 11    | 6     | 0        | 0           | .647  | 670   | 165.1    | 146      | 15          | 38       | 1     | 5        | 151      | 3     | 0        | 62    | 58       | 3.16     | 1.11    |
| 2019     | 日本ハム | 11    | 11    | 0     | 0     | 0        | 5     | 3     | 0        | 0           | .625  | 307   | 71.1     | 69       | 5           | 27       | 1     | 1        | 64       | 3     | 0        | 34    | 25       | 3.15     | 1.35    |
| 2020     | 日本ハム | 15    | 15    | 1     | 0     | 0        | 8     | 6     | 0        | 0           | .571  | 411   | 97.0     | 85       | 6           | 38       | 1     | 1        | 90       | 4     | 0        | 40    | 33       | 3.06     | 1.27    |
| 2021     | 日本ハム | 24    | 24    | 1     | 0     | 0        | 12    | 6     | 0        | 0           | .667  | 643   | 160.1    | 119      | 8           | 48       | 1     | 4        | 135      | 5     | 2        | 53    | 50       | 2.81     | 1.04    |
| 2022     | 日本ハム | 23    | 23    | 3     | 0     | 0        | 8     | 9     | 0        | 0           | .471  | 631   | 152.0    | 129      | 15          | 50       | 0     | 9        | 127      | 2     | 0        | 61    | 57       | 3.38     | 1.18    |
| 2023     | 日本ハム | 24    | 24    | 2     | 2     | 0        | 9     | 9     | 0        | 0           | .500  | 696   | 170.0    | 152      | 14          | 41       | 0     | 5        | 124      | 5     | 1        | 66    | 56       | 2.96     | 1.14    |
| 2024     | BOS      | 2     | 0     | 0     | 0     | 0        | 0     | 0     | 0        | 0           | ----  | 16    | 4.0      | 2        | 0           | 2        | 0     | 0        | 3        | 0     | 0        | 1     | 1        | 2.25     | 1.00    |
| NPB：9年 | NPB：9年 | 173   | 172   | 14    | 6     | 1        | 70    | 62    | 0        | 1           | .530  | 4640  | 1118.1   | 972      | 94          | 349      | 5     | 39       | 913      | 27    | 7        | 445   | 397      | 3.19     | 1.18    |
| MLB：1年 | MLB：1年 | 2     | 0     | 0     | 0     | 0        | 0     | 0     | 0        | 0           | ----  | 16    | 4.0      | 2        | 0           | 2        | 0     | 0        | 3        | 0     | 0        | 1     | 1        | 2.25     | 1.00    |

- 2024年度シーズン終了時
- 各年度の太字はリーグ最高

### 年度別守備成績
| 年 度    | 球 団    | 投手  | 投手  | 投手  | 投手  | 投手  | 投手     |
| 年 度    | 球 団    | 試 合 | 刺 殺 | 補 殺 | 失 策 | 併 殺 | 守 備 率 |
| -------- | -------- | ----- | ----- | ----- | ----- | ----- | -------- |
| 2014     | 日本ハム | 23    | 8     | 20    | 1     | 0     | .966     |
| 2015     | 日本ハム | 13    | 5     | 13    | 1     | 1     | .947     |
| 2017     | 日本ハム | 15    | 5     | 17    | 0     | 0     | 1.000    |
| 2018     | 日本ハム | 25    | 12    | 24    | 0     | 1     | 1.000    |
| 2019     | 日本ハム | 11    | 2     | 4     | 1     | 0     | .857     |
| 2020     | 日本ハム | 15    | 3     | 16    | 2     | 1     | .905     |
| 2021     | 日本ハム | 24    | 8     | 30    | 1     | 0     | .974     |
| 2022     | 日本ハム | 23    | 8     | 27    | 0     | 4     | 1.000    |
| 2023     | 日本ハム | 24    | 14    | 24    | 3     | 1     | .927     |
| 2024     | BOS      | 2     | 1     | 0     | 0     | 0     | 1.000    |
| NPB：9年 | NPB：9年 | 173   | 65    | 175   | 9     | 8     | .964     |
| MLB：1年 | MLB：1年 | 2     | 1     | 0     | 0     | 0     | 1.000    |

- 2024年度シーズン終了時
- 各年度の太字はリーグ最高

### 表彰
- 月間MVP：1回（投手部門：2022年5月）
- 札幌ドームMVP：1回（野球部門：2018年、2021年）

### 記録

#### 初記録
投手記録
- 初登板・初先発登板・初勝利・初先発勝利：2014年4月2日、対福岡ソフトバンクホークス2回戦（福岡 ヤフオク!ドーム）、6回1失点[166]
- 初奪三振：同上、2回裏に柳田悠岐から空振り三振
- 初完投：2014年7月23日、対オリックス・バファローズ15回戦（京セラドーム大阪）、8回1失点で敗戦投手
- 初完投勝利・初完封：2014年9月15日、対オリックス・バファローズ23回戦（札幌ドーム）、9回無失点[167]
- 初ホールド：2014年10月5日、対東北楽天ゴールデンイーグルス24回戦（札幌ドーム）、3回表に2番手で救援登板、3回無失点

打撃記録
- 初打席：2014年5月23日、対横浜DeNAベイスターズ2回戦（札幌ドーム）、3回裏に井納翔一から見逃し三振
- 初安打：2018年6月6日、対広島東洋カープ1回戦（MAZDA Zoom-Zoom スタジアム広島）、2回表に岡田明丈から中前安打
- 初打点：2025年6月7日、対東京ヤクルトスワローズ2回戦（明治神宮野球場）、6回表に清水昇から投ゴロの間

節目の記録
- 1000投球回：2023年5月24日、対福岡ソフトバンクホークス10回戦（エスコンフィールドHOKKAIDO）、6回表二死目に柳町達から空振り三振 ※史上364人目[168]

その他の記録
- オールスターゲーム出場：3回（2018年、2021年、2023年）

- 初登板：2024年5月2日、対サンフランシスコ・ジャイアンツ3回戦（フェンウェイ・パーク）、8回表に5番手で救援登板、2回無失点
- 初奪三振：同上、8回表にマイケル・コンフォートから空振り三振

### 背番号
- 63（2012年[7] - 2017年）
- 15（2018年[37] - 2023年）
- 39（2024年[127]）
- 10（2025年[134] - ）

### 登場曲
- 「MY HEAVEN」BIGBANG（2014年）
- 「君が好きだと叫びたい」BAAD（2015年）
- 「Ocean」Mike Perry（2017年）
- 「The Greatest Show」Hugh Jackman（2018年）
- 「ファンファーレ」sumika（2019年）
- 「Instruction」Jax Jones（2020年）
- 「悲しみをやさしさに」little by little（2021年 - ）